# Nicolás Taboada Fernández

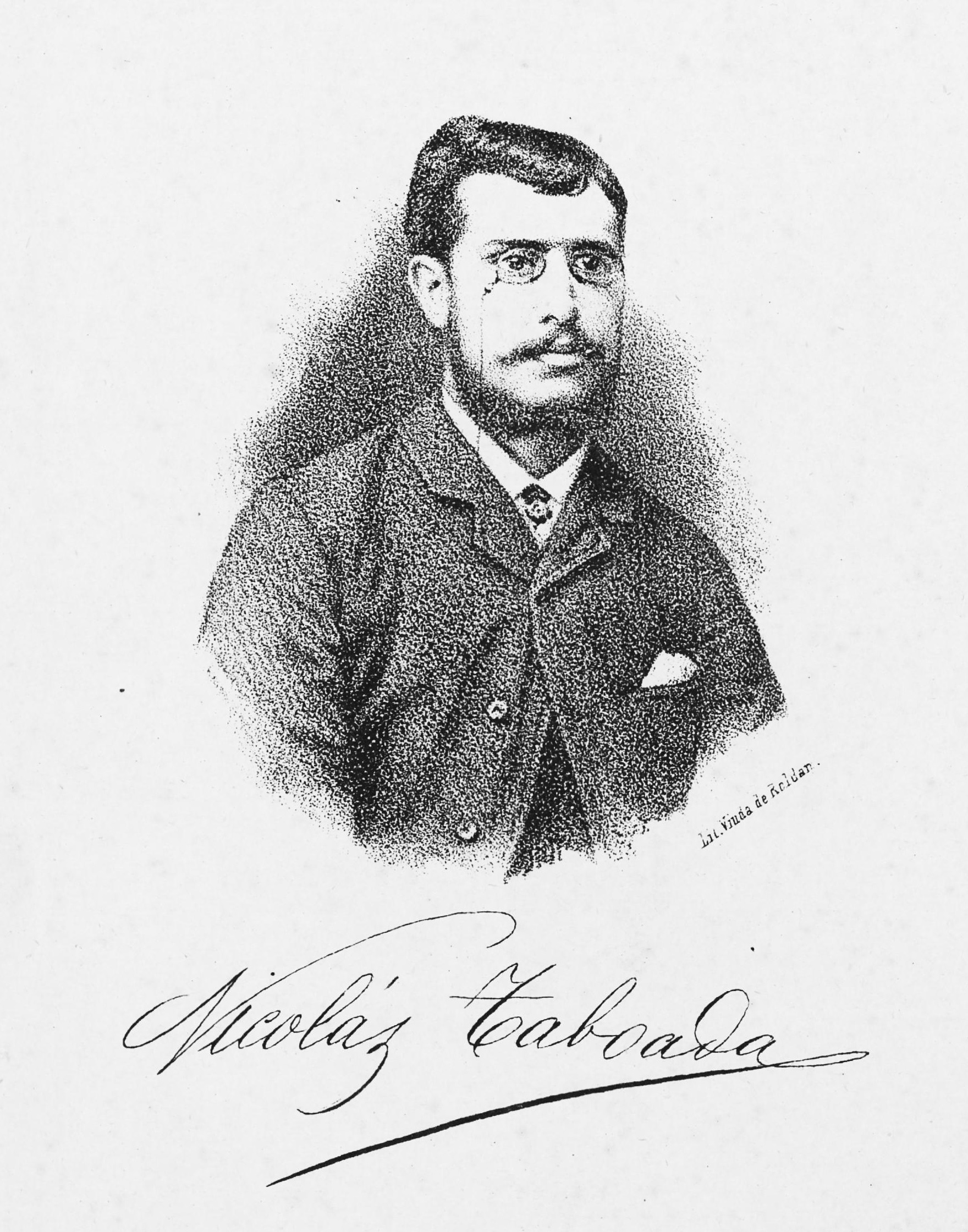
Nicolás Taboada Fernández, retrato publicado en la edición de su poemario Albores, Madrid, 2ª ed. Librería de Simón y Cia., 1883

Nicolás Taboada Fernández (Vigo, 1856-9 de septiembre de 1899), periodista, historiador y poeta español, hijo de Nicolás Taboada Leal, médico natural de Vivero (Lugo) y cronista oficial de la ciudad de Vigo.
Colaboró en Revista Popular (Pontevedra, 1892), Extracto de Literatura (Pontevedra, 1893), El Gato Negro (Barcelona) y en todos los periódicos de Vigo de la época y bastantes de Galicia. Escribió obras históricas  y poéticas, muchas de ellas premiadas en diversos certámenes.

## Obras

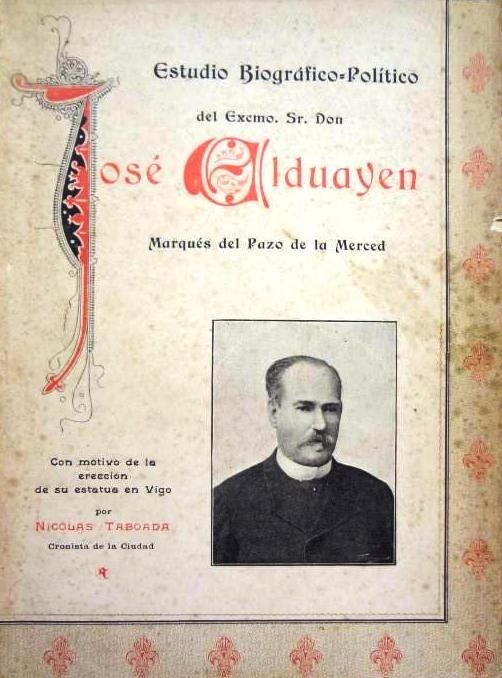
Portada del Estudio Biográfico-Político del Excmo. Sr. Don José Elduayen Marqués del Pazo de la Merced', Vigo, 1896

- La Reconquista de Vigo. Poema (Madrid, 1880)
- A don Pedro Calderón de la Barca. Oda (1881)
- Albores (Madrid, 1883).
- El combate del Callao: descripción del bombardeo y biografía del Almirante Méndez Núñez (Madrid, Imprenta de Moreno y Rojas, 1884)[2]
- Biografía del ilustre marino Casto Méndez Núñez premiada en el Certamen literario celebrado en Pontevedra el año 1888 (Vigo, 1890)[3]
- Los héroes de la reconquista de Vigo (Vigo, 1891)
- La corona de fuego. Leyenda gallego de la Edad Media, en verso (Vigo, 1893)
- Estudio Biográfico-Político del Excmo. Sr. Don José Elduayen Marqués del Pazo de la Merced (Vigo, 1896).
- Oda a la Cruz Roja premiada con accésit en los juegos florales celebrados por el Ateneo de Vitoria el 8 de Agosto de 1899 (Vitoria, 1899)
- A la Guerra de la Independencia, Al trabajo y Albores (Madrid, 1888, 3ª edición).